# Partito Verde (Bulgaria)
Il Partito Verde (in bulgaro: Зелена Партия - ЗП, trasl. Zelena Partija - ZP) è un partito politico bulgaro di orientamento ambientalista fondato nel 1989 da Aleksandar Karakachanov, già esponente di Ekoglasnost; inizialmente designato come Partito Verde in Bulgaria (Зелена партия в България), nel 2008, dopo la confluenza del movimento "Bulgaria Verde" (Зелена България), ha assunto il nome di Partito Verde - Verdi Bulgari (Зелена партия – Българските зелени), venendo infine ridenominato nel 2009.

## Storia
In occasione delle elezioni parlamentari del 1990, le prime dopo la fine del regime comunista, il partito prese parte all'Unione delle Forze Democratiche (SDS), alleanza che raggruppava vari movimenti e partiti di opposizione: la SDS ottenne 144 seggi, di cui 17 verdi. Alle successive parlamentari del 1990 si presentò nella lista SDS-Liberali, che raccolse il 2,81% dei voti senza conseguire alcun seggio; sempre nel 1990 Aleksandar Karakachanov, leader dei Verdi, fu eletto sindaco di Sofia.
Alle parlamentari del 1994 il partito aderì ad Alternativa Democratica per la Repubblica: la lista ottenne il 3,79% e, non avendo superando lo sbarramento del 4%, non fu ammessa al riparto dei seggi.
In vista delle parlamentari del 1997 il partito entrò a far parte dell'Unione per la Salvezza Nazionale, insieme a Movimento per i Diritti e le Libertà, Unione Nazionale Agraria Bulgara "Nikola Petkov", Nuova Scelta, Federazione Regno di Bulgaria e Partito del Centro Democratico: l'alleanza ottenne il 7,49% e 19 seggi, di cui due di estrazione verde.
Alle parlamentari del 2005 i Verdi, insieme al Partito Socialista Bulgaro e ad altre formazioni minori, sostennero la Coalizione per la Bulgaria, che ottenne il 31% dei voti e 84 seggi.
Dopo aver ottenuto lo 0,51% alle elezioni europee 2007, il partito non si è presentato alle successive tornate elettorali.

## Risultati elettorali
| Elezione          | Voti                             | %                                | Seggi    |
| ----------------- | -------------------------------- | -------------------------------- | -------- |
| Parlamentari 1990 | In SDS                           | In SDS                           | 17 / 400 |
| Parlamentari 1991 | In SDS-Liberali                  | In SDS-Liberali                  | 0 / 240  |
| Parlamentari 1994 | 197.057                          | 3,79                             | 0 / 240  |
| Parlamentari 1997 | 323.429                          | 7,40                             | 2 / 240  |
| Parlamentari 2001 | Nella Coalizione per la Bulgaria | Nella Coalizione per la Bulgaria | 0 / 240  |
| Parlamentari 2005 | Nella Coalizione per la Bulgaria | Nella Coalizione per la Bulgaria | 0 / 240  |
| Europee 2007      | 9.976                            | 0,51                             | 0 / 240  |
| 1. 2.             |                                  |                                  |          |